# Can Panseta
Can Panseta és un edifici del municipi de Garriguella (Alt Empordà) inclosa en l'Inventari del Patrimoni Arquitectònic de Catalunya. Està situat al bell mig del veïnat de Garriguella Vella o de Baix, a l'oest del nucli urbà de la població. La casa té la façana orientada al carrer Principal.

## Descripció
És un edifici entre mitgeres de planta rectangular, format per tres cossos adossats, amb pati interior. L'edifici principal està format per tres crugies perpendiculars a la façana i està distribuït en planta baixa i pis. Presenta la coberta a dues aigües de teula. La façana principal presenta el portal d'accés a l'interior situat a l'extrem nord-est. És d'obertura rectangular, amb els brancals emmarcats amb carreus ben desbastats i la llinda plana, amb decoració central i inscripció gravada a la pedra: "FRANCESCA GIFRE Y TROBAT ME FECIT/1692". Al costat hi ha una petita finestra bastida amb quatre carreus ben escairats. Al pis, entre aquestes dues obertures, hi ha una finestra rectangular emmarcada amb carreus de pedra i amb l'ampit motllurat. La resta d'obertures són senzilles, sense elements de pedra. La construcció es troba arrebossada, amb el sòcol decorat.

## Història
A la façana principal es pot apreciar, sobre el portal, una llinda monolítica que presenta incisa les paraules "Francesca Gifre y Trobat em va fer", en llatí i la data 1692, segurament data commemorativa de la inauguració de la casa: "FRANCESCA GIFRE Y TROBAT ME FECIT 1692". Sembla que la casa va ser construïda per un membre important de la família Trobat, potser un dels llinatges més antics i notables de la vila de Garriguella.